# Hoplopleura malaysiana
Hoplopleura malaysiana är en insektsart som beskrevs av Ferris 1921. Hoplopleura malaysiana ingår i släktet Hoplopleura och familjen gnagarlöss. Inga underarter finns listade i Catalogue of Life.